# Plasteikopf
Plasteikopf je planina u Lihtenštajnu u lancu Rätikon u istočnim Alpama blizu granice sa Švicarskom, s visinom od 2,356 metara.